# Freestyle ai XXIV Giochi olimpici invernali - Halfpipe maschile
La gara di halfpipe maschile di freestyle dei XXIV Giochi olimpici invernali di Pechino si è svolta dal 17 al 19 febbraio 2022 al Genting Snow Park di Zhangjiakou.
Il neozelandese Nico Porteous ha vinto la medaglia d'oro, davanti ai due statunitensi David Wise e Alex Ferreira.
Il detentore uscente del titolo era Wise, che si era imposto nella precedente edizione davanti agli stessi Ferreira e Porteous.

## Risultati

### Qualificazione
| Pos. | Bib | Ordine | None              | Nazione       | Run 1 | Run 2 | Punteggio migliore | Note |
| ---- | --- | ------ | ----------------- | ------------- | ----- | ----- | ------------------ | ---- |
| 1    | 1   | 2      | Aaron Blunck      | Stati Uniti   | 26.25 | 92.00 | 92.00              | Q    |
| 2    | 2   | 4      | Nico Porteous     | Nuova Zelanda | 75.50 | 90.50 | 90.50              | Q    |
| 3    | 6   | 19     | Birk Irving       | Stati Uniti   | 83.25 | 89.75 | 89.75              | Q    |
| 4    | 8   | 23     | David Wise        | Stati Uniti   | 88.75 | 89.00 | 89.00              | Q    |
| 5    | 4   | 3      | Brendan Mackay    | Canada        | 87.25 | 85.00 | 87.25              | Q    |
| 6    | 5   | 1      | Noah Bowman       | Canada        | 78.25 | 85.50 | 85.50              | Q    |
| 7    | 3   | 5      | Alex Ferreira     | Stati Uniti   | 84.25 | 69.50 | 84.25              | Q    |
| 8    | 7   | 16     | Simon d'Artois    | Canada        | 82.50 | 68.25 | 82.50              | Q    |
| 9    | 12  | 12     | Miguel Porteous   | Nuova Zelanda | 81.00 | 31.75 | 81.00              | Q    |
| 10   | 10  | 7      | Kevin Rolland     | Francia       | 65.25 | 75.25 | 75.25              | Q    |
| 11   | 15  | 15     | Robin Briguet     | Svizzera      | 72.25 | 3.00  | 72.25              | Q    |
| 12   | 9   | 6      | Gus Kenworthy     | Regno Unito   | 8.50  | 70.75 | 70.75              | Q    |
| 13   | 13  | 14     | Ben Harrington    | Nuova Zelanda | 69.25 | 23.50 | 69.25              |      |
| 14   | 17  | 22     | Mao Bingqiang     | Cina          | 62.75 | 66.25 | 66.25              |      |
| 15   | 16  | 9      | Rafael Kreienbühl | Svizzera      | 60.50 | 4.00  | 60.50              |      |
| 16   | 22  | 20     | Lee Seung-hoon    | Corea del Sud | 49.75 | 56.75 | 56.75              |      |
| 17   | 20  | 10     | Marco Ladner      | Austria       | 53.50 | 6.50  | 53.50              |      |
| 18   | 21  | 11     | Sun Jingbo        | Cina          | 4.25  | 48.75 | 48.75              |      |
| 19   | 18  | 21     | Gustav Legnavsky  | Nuova Zelanda | 48.25 | 40.75 | 48.25              |      |
| 20   | 23  | 8      | Brendan Newby     | Irlanda       | 10.75 | 47.00 | 47.00              |      |
| 21   | 19  | 13     | He Binghan        | Cina          | 45.00 | 17.75 | 45.00              |      |
| 22   | 24  | 17     | Wang Haizhuo      | Cina          | 37.00 | 9.25  | 37.00              |      |
| 23   | 14  | 18     | Jon Sallinen      | Finlandia     | 18.00 | 18.50 | 18.50              |      |

### Finale
| Pos.    | Bib | Ordine | Nome            | Nazione       | Run 1 | Run 2 | Run 3 | Punteggio migliore |
| ------- | --- | ------ | --------------- | ------------- | ----- | ----- | ----- | ------------------ |
| Oro     | 2   | 11     | Nico Porteous   | Nuova Zelanda | 93.00 | 30.75 | 9.25  | 93.00              |
| Argento | 8   | 9      | David Wise      | Stati Uniti   | 90.75 | 7.75  | 40.00 | 90.75              |
| Bronzo  | 3   | 6      | Alex Ferreira   | Stati Uniti   | 86.75 | 83.75 | 67.75 | 86.75              |
| 4       | 5   | 7      | Noah Bowman     | Canada        | 84.25 | 84.75 | 21.25 | 84.75              |
| 5       | 6   | 10     | Birk Irving     | Stati Uniti   | 80.00 | 32.50 | 48.00 | 80.00              |
| 6       | 10  | 3      | Kevin Rolland   | Francia       | 54.75 | 77.25 | 79.25 | 79.25              |
| 7       | 1   | 12     | Aaron Blunck    | Stati Uniti   | 70.25 | 78.25 | 13.50 | 78.25              |
| 8       | 9   | 1      | Gus Kenworthy   | Regno Unito   | 17.50 | 3.75  | 71.25 | 71.25              |
| 9       | 4   | 8      | Brendan Mackay  | Canada        | 4.00  | 65.50 | 27.00 | 65.50              |
| 10      | 7   | 5      | Simon d'Artois  | Canada        | 7.25  | 7.00  | 63.75 | 63.75              |
| 11      | 12  | 4      | Miguel Porteous | Nuova Zelanda | 63.50 | 4.25  | 30.50 | 63.50              |
| 12      | 15  | 2      | Robin Briguet   | Svizzera      | 21.75 | 6.75  | 3.00  | 21.75              |